# オリビア・アップス
オリビア・アップス（Olivia Apps、1998年12月1日 - ）は、カナダの女子ラグビー選手。

## プロフィール
- カナダ・ビクトリア出身[1]。
- ポジションはスクラムハーフ(SH)。
- 身長 164cm、体重 70kg
- スキンヘッドである[2]。

## 略歴
2021年、東京五輪の7人制女子カナダ代表に選ばれた。
2024年、2024パリ五輪の7人制女子カナダ代表に選ばれて主将を務めて銀メダル獲得。